# Tha Tum (huyện)
Tha Tum (tiếng Thái: ท่าตูม) là một huyện (amphoe) ở phía bắc của tỉnh Surin, đông bắc Thái Lan.

## Địa lý
Các huyện giáp ranh (từ phía đông theo chiều kim đồng hồ) là: Rattanaburi, Sanom và Chom Phra của tỉnh Surin, Satuek của tỉnh Buriram, Chumphon Buri của Surin, và Kaset Wisai và Suwannaphum của tỉnh Roi Et.

## Hành chính
Huyện này được chia thành 10 phó huyện (tambon), các đơn vị này lại được chia ra thành 165 làng (muban). Tha Tum là một thị trấn (thesaban tambon) nằm trên một phần của tambon Tha Tum. Có 10 Tổ chức hành chính tambon.
| STT. | Tên        | Tên Thái | Số làng | Dân số |  |
| ---- | ---------- | -------- | ------- | ------ |  |
| 1.   | Tha Tum    | ท่าตูม     | 22      | 19.198 |  |
| 2.   | Krapho     | กระโพ    | 20      | 15.789 |  |
| 3.   | Phrom Thep | พรมเทพ   | 22      | 7.969  |  |
| 4.   | Phon Khrok | โพนครก   | 16      | 9.344  |  |
| 5.   | Mueang Kae | เมืองแก   | 19      | 10.173 |  |
| 6.   | Ba         | บะ       | 15      | 6.555  |  |
| 7.   | Nong Bua   | หนองบัว   | 11      | 7.417  |  |
| 8.   | Bua Khok   | บัวโคก    | 19      | 9.700  |  |
| 9.   | Nong Methi | หนองเมธี  | 11      | 5.976  |  |
| 10.  | Thung Kula | ทุ่งกุลา    | 10      | 5.269  |  |